# IC 5120
IC 5120 је спирална галаксија у сазвјежђу Индијанац која се налази на листи објеката дубоког неба у Индекс каталогу.
Деклинација објекта је - 64° 21' 1" а ректасцензија 21h 38m 48,2s. Привидна величина (магнитуда) објекта IC 5120 износи 13,4 а фотографска магнитуда 14,2. Налази се на удаљености од 39,763 милиона парсека од Сунца. IC 5120 је још познат и под ознакама NGC 7096A, ESO 107-41, IRAS 21348-6434, PGC 67093.